# Aflah
Al-Išbili Abu Mohamed Ibn-Džabir Aflah (arabsko أبو محمد جابر بن أفلح; latinsko Geber Filius Afflae Hispalensis), špansko-arabski astronom, matematik in izumitelj, * okoli 1100, verjetno Sevilla, Španija, † okoli 1150.

## Življenje in delo
V svojem delu Knjiga o astronomiji (Kitab al-Hay'ah), ki jo je prevedel tudi Gerard, je Aflah ostro kritiziral Ptolemeja in pravilno trdil, da notranja planeta Merkur in Venera nimata nobene vidne paralakse. Tudi drugače je ta njegova knjiga pomembna zaradi poglavja o trigonometriji v prostoru in ravnini. Okoli 200 let prej je Albatani našel prve oznake trigonometričnih funkcij, katere so poznane danes.
Aflah je izumil opazovalno mehansko napravo, znano kot torkvet, za pretvarjanje med sferičnimi koordinatnimi sistemi. Cardano je poročal da je Regiomontan v sferni trigonometriji črpal iz Aflahovega dela.